# James Darcy Freeman
James Darcy Freeman (ur. 19 listopada 1907 w Sydney, zm. 16 marca 1991 w Randwick), australijski duchowny katolicki, kardynał, arcybiskup metropolita Sydney, przewodniczący Konferencji Episkopatu Australii. 

## Życiorys
Urodził się w rodzinie o irlandzkich korzeniach. Święcenia kapłańskie przyjął 13 lipca 1930 roku po ukończeniu niższego seminarium w Springwood i seminarium św. Patryka w Sydney. W 1940 roku rozpoczął pracę duszpasterską w archidiecezji - był dyrektorem Katolickiego Biura Informacyjnego, pracownikiem trybunału metropolitalnego i sekretarzem arcybiskupa Sydney, kard. Normana Thomasa Gilroya. 9 grudnia 1956 roku mianowany biskupem tytularnym Hermopolis Parva i biskupem pomocniczym Sydney. Uczestnik Soboru Watykańskiego II. Od 18 października 1968 roku ordynariusz diecezji Armidale. Po przejściu na emeryturę kard. Gilroya w 1971 roku od 9 lipca metropolita Sydney i przewodniczący Konferencji Episkopatu Australii. 5 marca 1973 roku Paweł VI wyniósł go do godności kardynalskiej z tytułem prezbitera Santa Maria “Regina Pacis” in Ostia mare. Był uczestnikiem obydwu konklawe w 1978 roku. 12 lutego 1983 roku zrezygnował ze stanowiska metropolity i przeszedł na emeryturę. Zmarł w Randwick.